# Gloucester
För andra betydelser, se Gloucester (olika betydelser).

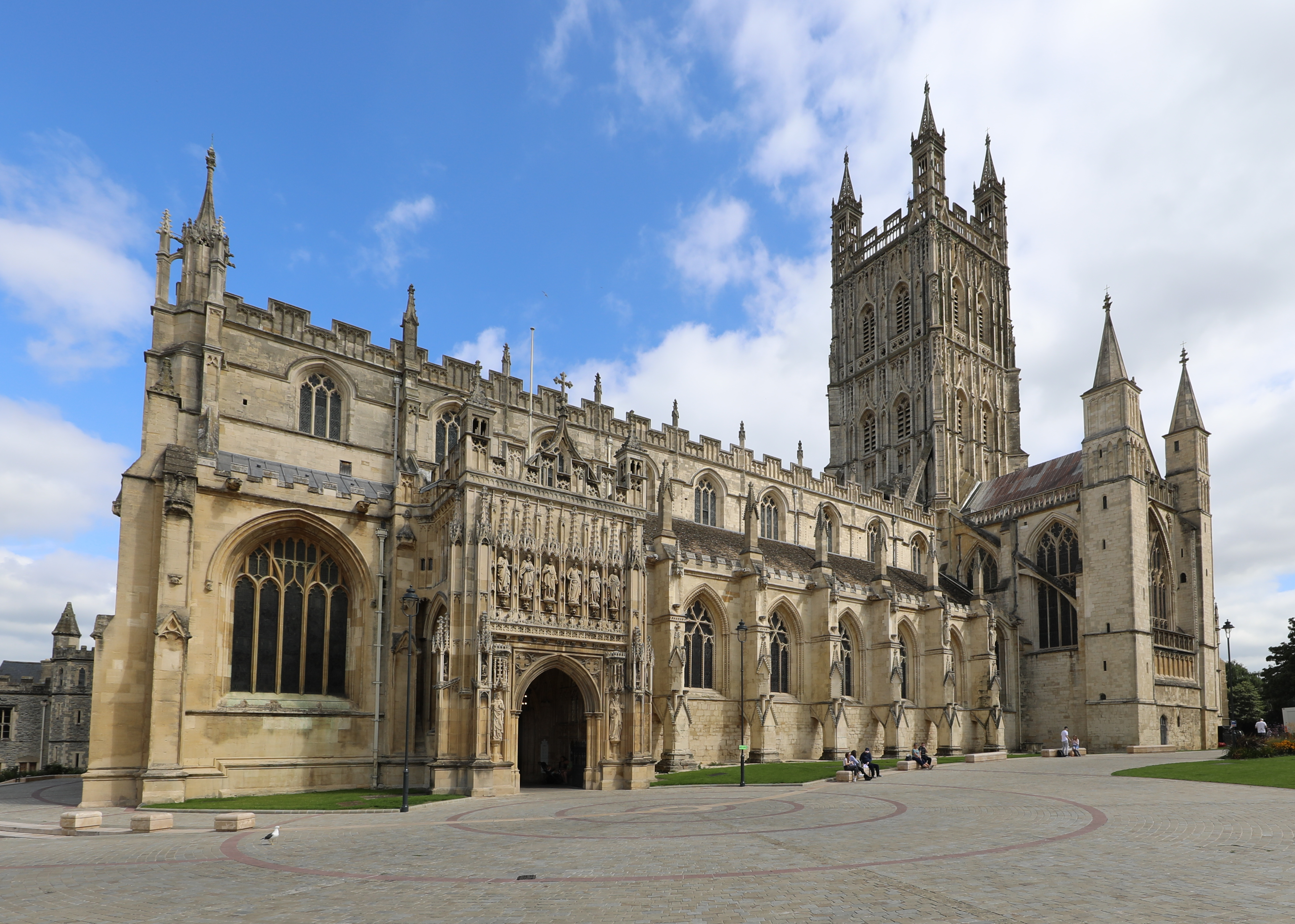
Katedralen i Gloucester år 2019.

Gloucester (engelskt uttal: [ˈɡlɒstər] lyssna (fil)) är en stad i grevskapet Gloucestershire i England. Staden är huvudort för Gloucestershire och ligger vid floden Severn, mellan Cotswolds i öster och Forest of Dean i sydväst. Tätortsdelen (built-up area sub division) Gloucester hade 136 362 invånare vid folkräkningen år 2011.
Gloucester är ett anglikanskt biskopssäte, med en katedral. En 26 kilometer lång kanal förbinder Gloucester med uthamnen Sharpness i Severns mynningsvik i Bristolkanalen. Stadens industri är allsidig, med både lätt och tung industri. Bland annat sker det tillverkning av järnvägsmateriel, flygplansutrustning, jordbruksmaskiner och isoleringsmaterial i Gloucester. Det finns även sedan långt tillbaka etablerade sågverk i staden samt fiske kring floden Severn.

## Historia
Romerska legionsläger uppfördes i området mellan 49 och 67 e.Kr. En riktig stad, växte först fram under 80-talet e.Kr., Glevum (senare: Colonia Nerviana Glevi), grundlagd av kejsar Nerva. Staden fortlevde ända in på 500-talet. Efter en period av nergång uppstod en ny anglosaxisk bosättning på platsen. Stadens tillväxt gynnades av grundläggandet av klostret St. Peter av kung Osric av Northumbria år 681. Gloucester kom senare att bli huvudstad för det anglosaxiska riket Mercia. Staden var redan ett regionalt centrum, med ett kungligt residens och mynttillverkning före Normandernas erövring av England 1066. Henrik II gav Gloucester, det första av många privilegium, och stadsrättigheterna bekräftades senare år 1605. Tidigt kom stadens välstånd att baseras på järnindustri och handel med jordbruksprodukter, redan före kung Rikard I. Senare växte en garveriindustri fram och under 1300-talet började klockgjutning att utföras i Gloucester. Mellan 1100-talet och 1500-talet blomstrade tyghandeln i staden. Staden spelade en viktig roll under de engelska krigen mot Wales och i olika inbördeskrig under medeltiden.
Även om stadens katedral har sina anor i klostret från år 681, uppfördes den nuvarande byggnaden med start år 1089, då som en benediktinsk klosterkyrka. Klostret ödelades under reformationen (1536–1539), beordrat av Henrik VIII, men det tidigare klostret kom att upphöjas till katedral år 1541 och blev samtidigt ett biskopssäte.

## Vänorter
- Metz, Frankrike
- Trier, Tyskland
- Saint Ann, Jamaica
- Gouda, Nederländerna